# Protracheoniscus glaber
Protracheoniscus glaber is een pissebed uit de familie Trachelipodidae. De wetenschappelijke naam van de soort is voor het eerst geldig gepubliceerd in 1856 door Koch.